# Малоорловка
Малоо́рловка (укр. Малоорлівка) — село на Украине, находится в Шахтёрском районе Донецкой области Украины. Под контролем самопровозглашённой Донецкой Народной Республики. Административный центр Малоорловского сельского совета.

## География

#### Соседние населённые пункты по странам света
С: Славное, Камышатка
СЗ: Дружное, город Юнокоммунаровск
СВ: —
З: —
В: Новоорловка, Орлово-Ивановка
ЮЗ: Шевченко (Розовского сельсовета), город Ждановка
ЮВ: Михайловка, Шевченко (Малоорловского сельсовета)
Ю: город Кировское

## Население
Население по переписи 2001 года составляло 1227 человек.

## История
По данным СНБО Украины, в результате боевых действий 2014—2015 годов (см. Вооружённый конфликт на Украине) село полностью разрушено. По данным на 19.01.2016 село не разрушено. Школа восстановлена полностью. Все жители вернулись.

## Общие сведения
Код КОАТУУ — 1425284501. Почтовый индекс — 86222. Телефонный код — 806250.

## Адрес местного совета
86222, Донецкая область, Шахтёрский р-н, с. Малоорловка, ул. Широкая, д.112, тел. 69-5-42.